# 奥基奥贝洛

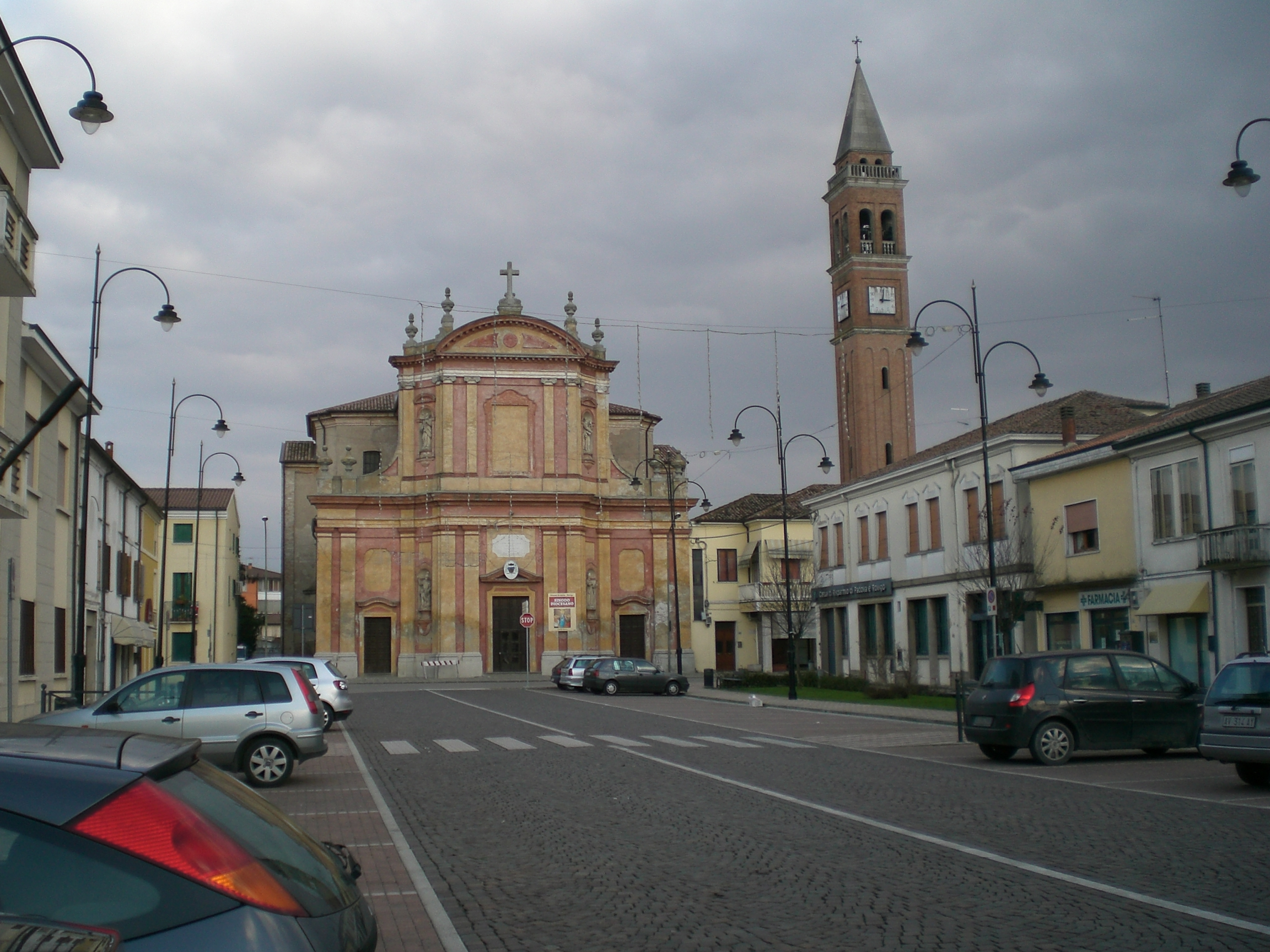
奥基奥贝洛镇的圣老楞佐教堂

奥基奥贝洛是意大利威尼托大区罗维戈省的一个镇，人口约1万（2004年）。